# Клотц, Ред
Луис Герман «Ред» Клотц (англ. Louis Herman "Red" Klotz; 21 октября 1920, Филадельфия — 12 июля 2014, Маргит, Нью-Джерси) — американский баскетболист, тренер и спортивный менеджер. Клотц, в молодости выигравший с клубом «Балтимор Буллетс» чемпионат Баскетбольной ассоциации Америки, известен прежде всего как организатор команды «Вашингтон Дженералс», ставшей постоянным спарринг-партнёром знаменитых «Гарлем Глобтроттерс». Клотц, ни разу за карьеру не сыгравший за «Глобтроттерс», стал тем не менее в 2011 году шестым игроком в истории команды, за которым был навечно закреплён номер.

## Биография
Луис Клотц, за цвет шевелюры прозванный «Ред» («Рыжий»), родился в 1920 году в Филадельфии в семье еврейских иммигрантов из России. В 1939 и 1940 годах он дважды приводил сборную своей средней школы к званию городских чемпионов, оба раза также становясь «игроком года» в Филадельфии. Отыграв два года (с 1940 по 1942 год) за команду Университета Вилланова и отслужив затем в армии инструктором по физподготовке, Клотц присоединился к еврейской профессиональной баскетбольной команде «Филадельфия СФХАс». В сезоне 1947/1948 года Ред покинул «СФХАс», чтобы отыграть остаток года в клубе Баскетбольной ассоциации Америки «Балтимор Буллетс». В том сезоне «Балтимор» проделал в лиге весь путь наверх, переиграв в финальной серии команду «Филадельфия Уорриорз» с общим счётом 4:2. Клотц, основным оружием в арсенале которого был бросок в прыжке двумя руками от себя, сыграл за «Буллетс» 11 матчей в регулярном сезоне, набрав 15 очков, и добавил шесть очков в шести матчах плей-офф. Спортивный журналист Джо Познански указывает, что поскольку в дальнейшем чемпионаты БАА стали учитываться в статистике НБА, Клотц с его ростом 170 см считается самым низким за историю чемпионом НБА.
Вернувшись в «СФХАс», Клотц вскоре впервые встретился на игровой площадке со знаменитой гастрольной командой «Гарлем Глобтроттерс». «СФХАс» сумели на протяжении двух недель дважды подряд обыграть «Гарлем». Позже владелец «Глобтроттерс» Эйб Саперстейн обратился к Реду с предложением сформировать профессиональную команду, которая станет для «Гарлема» постоянным спарринг-партнёром. Тот принял предложение, в 1950 году выкупив «СФХАс» у Эдди Готтлиба и переименовав команду в «Вашингтон Дженералс» (в честь Дуайта Эйзенхауэра). Время от времени меняя название — «Нью-Йорк Нэшионалс», «Нью-Джерси Редс», «Бостон Шэмрокс» и, наконец, «Уорлд Олл-Старз», — эта команда сыграла против «Гарлема» больше 14 тысяч раз (по данным самих «Глобтроттерс» — больше 19 тысяч раз).
Состав «Дженералс» подбирался из белых выпускников университетов, обладавших достаточными способностями в баскетболе, чтобы не выглядеть мальчиками для битья, но при этом достаточно благодушных, чтобы позволять игрокам Саперстейна издеваться над собой на площадке в фирменном стиле «Глобтроттеров». Познански указывает, что в матчах «Глобтроттерс» и «Дженералс» действовал принцип: пока «Гарлем» играет серьёзно, «Дженералс» могут сопротивляться в полную силу и пытаться победить в рамках правил, но когда «Глобтроттерс» начинают дурачиться, команда Клотца обязана им подыгрывать, становясь добровольными жертвами всех их трюков. За всё время был официально зафиксирован только один случай, когда «Гарлем» потерпел в их встречах поражение — 5 января 1971 года в Мартине (Теннесси). В этом матче Клотц, в 50 лет всё ещё выходивший на площадку, забросил победный мяч в своём фирменном стиле почти одновременно с финальной сиреной, одержав для «Нью-Джерси Редс» победу со счётом 100-99 и шокировав зрителей. Сам Ред, однако, упоминал ещё один матч, выигранный, как он считал, его командой — за девять лет до этого в Сент-Джозефе (Мичиган). По словам Клотца, на игровом табло по непонятным причинам не появились результаты нескольких последних удачных атак его стороны, и победа досталась «Глобтроттерс».
Впрочем, Клотц, хотя и не проигрывал «Глобтроттерс» нарочно и всегда стремился честно победить, главной целью «Дженералс» считал не победу, а удовольствие для зрителей. В некрологах цитируется его фраза: «Обыграть „Глобтроттерс“ — это всё равно что пристрелить Санта-Клауса». Один из самых известных игроков «Гарлема» Медоуларк Лемон рассказывал, что после игр зрители подходили к нему, чтобы поделиться восторгами по поводу «маленького рыжего старикана». Клотц сам продолжал играть против «Глобтроттерс» даже в шестидесятилетнем возрасте, а свои команды тренировал сам до 1995 года; впоследствии его организацию возглавил его зять Джон Феррари. Даже в 80 лет он мог перед началом разминки своей команды выйти на площадку и начать отрабатывать свой знаменитый толчковый бросок, порой поражая кольцо 20 или 25 раз подряд к восторгу публики. В «Глобтроттерс» к Реду относились как к ещё одному члену команды, что нашло своё высшее выражение в 2011 году, когда он, ни разу в жизни не сыграв за «Гарлем», стал тем не менее шестым игроком в истории команды, за которым был навечно закреплён номер.
В последние годы жизни Ред Клотц страдал от рака. Он умер летом 2014 года, оставив после себя вдову, шестерых детей, 12 внуков и 9 правнуков.

## Статистика

### Статистика в НБА
| Сезон                                                                                    | Команда  | Регулярный сезон | Регулярный сезон | Регулярный сезон | Регулярный сезон | Регулярный сезон | Регулярный сезон | Регулярный сезон | Регулярный сезон | Регулярный сезон | Регулярный сезон | Регулярный сезон | Серия плей-офф | Серия плей-офф | Серия плей-офф | Серия плей-офф | Серия плей-офф | Серия плей-офф | Серия плей-офф | Серия плей-офф | Серия плей-офф | Серия плей-офф | Серия плей-офф |
| Сезон                                                                                    | Команда  | GP               | GS               | MPG              | FG%              | 3P%              | FT%              | RPG              | APG              | SPG              | BPG              | PPG              | GP             | GS             | MPG            | FG%            | 3P%            | FT%            | RPG            | APG            | SPG            | BPG            | PPG            |
| ---------------------------------------------------------------------------------------- | -------- | ---------------- | ---------------- | ---------------- | ---------------- | ---------------- | ---------------- | ---------------- | ---------------- | ---------------- | ---------------- | ---------------- | -------------- | -------------- | -------------- | -------------- | -------------- | -------------- | -------------- | -------------- | -------------- | -------------- | -------------- |
| 1947/48                                                                                  | Балтимор | 11               |                  |                  | 22,6             |                  | 33,3             |                  | 0,6              |                  |                  | 1,4              | 6              |                |                | 22,2           |                | 66,7           |                | 0,2            |                |                | 1,0            |
|                                                                                          | Всего    | 11               |                  |                  | 22,6             |                  | 33,3             |                  | 0,6              |                  |                  | 1,4              | 6              |                |                | 22,2           |                | 66,7           |                | 0,2            |                |                | 1,0            |
| Наведите курсор мыши на аббревиатуры в заголовке таблицы, чтобы прочесть их расшифровку. |          |                  |                  |                  |                  |                  |                  |                  |                  |                  |                  |                  |                |                |                |                |                |                |                |                |                |                |                |